# 猴尾蜥
猴尾蜥（學名：Corucia zebrata），又名猴尾石龍子、猴子尾石龍子、所羅門蜥或所羅門石龍子，是所羅門群島特有的一種石龍子。牠們是已知現存最大的石龍子。
猴尾蜥是完全草食性的，主要吃果實及植物。牠們是其中一種群居的爬行動物。雄性及雌性是地盤性的，對非親屬帶有攻擊性。猴尾蜥是屬內的唯一物種。牠們其下有兩個亞種，即C. z. zebrata及C. z. alfredschmidti。C. z. alfredschmidti較為細小，眼睛較為深色，鞏膜黑色。
大量伐林對猴尾蜥來說是最嚴重的威脅。牠們也被原住民獵殺為食物，且當作寵物運往外地。牠們已受到《瀕危野生動植物種國際貿易公約》附錄二的保護，禁止出口。

## 分類及命名
猴尾蜥最初是由約翰·愛德華·格雷（John Edward Gray）於1856年描述。其屬名是拉丁文「閃爍」的意思，因格雷描述牠們身上的鱗片展現多種色彩。種小名是「斑馬」的拉丁化形態，指其有像斑馬的斑紋。牠們的尾巴可以抓住物件，幫助攀樹，故名猴尾蜥。
在所羅門群島的西部島嶼發現了一個亞種，並以阿爾弗雷德·施密特（Alfred Schmidt）來命名。但是，其亞種的地位卻被受質疑，認為牠們可能只是島內群落的變異。
猴尾蜥的近親是青舌蜥蜴屬及分佈在印尼、澳洲及新畿內亞的胎生蜥屬。牠們都是同屬於蝘蜓亞科的。

## 分佈及棲息地
猴尾蜥原住於太平洋西南部的所羅門群島。指名亞種的C. z. zebrata分佈在喬伊索島、新喬治亞群島、聖伊莎貝爾島、瓜達爾卡納爾島、馬萊塔省、馬基拉島、Ugi及聖塔安那。北方的C. z. alfredschmidti分佈在布干維爾島、布卡島及肖特蘭群島。布干維爾島及布卡島地理上是屬於所羅門群島，但政治上由巴布亞新畿內亞統治。兩個亞種都是樹棲的，很多時在森林的上冠層出沒。牠們一般會在榕屬的樹上出現，因這種樹可以提供多種不同的食物。牠們會在半開發的地區及種植園中出沒，因當中的樹也可以提供所需的食物。

## 生物學

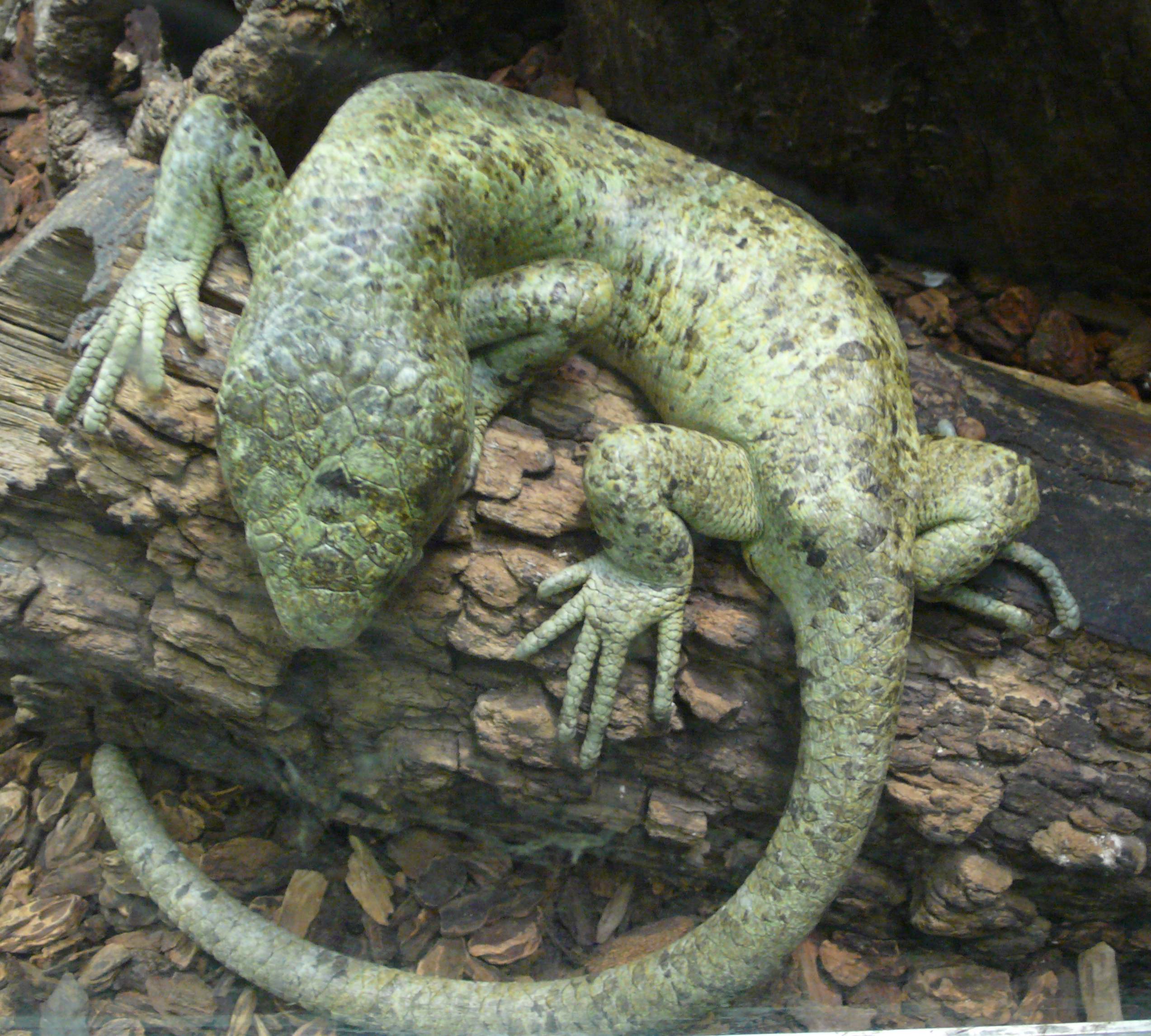
Saint Louis Zoo的猴尾蜥

猴尾蜥是現存最大的石龍子，成年的可長達72厘米。牠們的身體幼長，四肢短壯，頭部呈三角形，眼睛細圓。牠們的顎部強壯，牙齒細小，適合吃植物。牠們的尾巴可以抓住東西，幫助牠們攀樹。
猴尾蜥的鱗片呈深綠色，邊緣呈淺褐色或黑色。腹部鱗片呈淺黃色至不同的綠色。腳趾很厚，趾甲彎曲，方便抓住樹枝。
猴尾蜥是夜間活動的，極之依賴其嗅覺，來辨認地地盤及其他親屬成員。牠們會像蛇般輕打舌頭來嗅味，當舌頭縮回時，就會接觸到口腔上的犁鼻器。
雄性猴尾蜥的頭部較雌性的闊，身體也較修長。雄性的泄殖腔附近的鱗片呈V型，雌性的則沒有。

### 亞種
猴尾蜥的指名亞種C. z. zebrata的鞏膜白色，而C. z. alfredschmidti的則是黑色。C. z. alfredschmidti的瞳孔是綠色及黃色混合的，而C. z. zebrata的則由綠色至橙色至深黑色不等。C. z. alfredschmidti的背部及腹部鱗片都較大，而顱頂有7片鱗片，而非C. z. zebrata的5片鱗片。
C. z. alfredschmidti較為短小，雄性及雌性分別平均體長31厘米及28厘米。C. z. zebrata稍長，雄性及雌性分別平均體長34厘米及31厘米。C. z. zebrata亦較C. z. alfredschmidti重，體重接近500克。

### 食性
猴尾蜥是草食性的，吃葉子、花朵、果實及嫩芽。就算是有毒的麒麟尾，牠們吃後也沒有不良反應。幼蜥會吃成年的糞便，以獲取菌叢來消化食物。雛生的猴尾蜥首兩天會吃牠們胎盤囊，而不吃其他食物。

### 繁殖
猴尾蜥是其中一種群居的爬行動物，且是胎生的。妊娠期為6-8個月，雌性會給幼蜥一個胎盤。雛生的相對其母稍大，C. z. alfredschmidti長29厘米及重80克，而C. z. zebrata長約37厘米及175克。這種差距彷彿是一個母親產下6歲大的嬰兒。差不多所有每次都只生一胎，但有時也會出現孖生的情況。
雛生的猴尾蜥會留在群落中6-12個月，並受到雙親與其他成年的保護。約到了1歲，幼蜥會離開並組織新的群落，但也有一直留在群落內的。成年的也會收留被遺棄的幼蜥。雌性在生育期間會帶有攻擊性。

## 保育

### 威脅

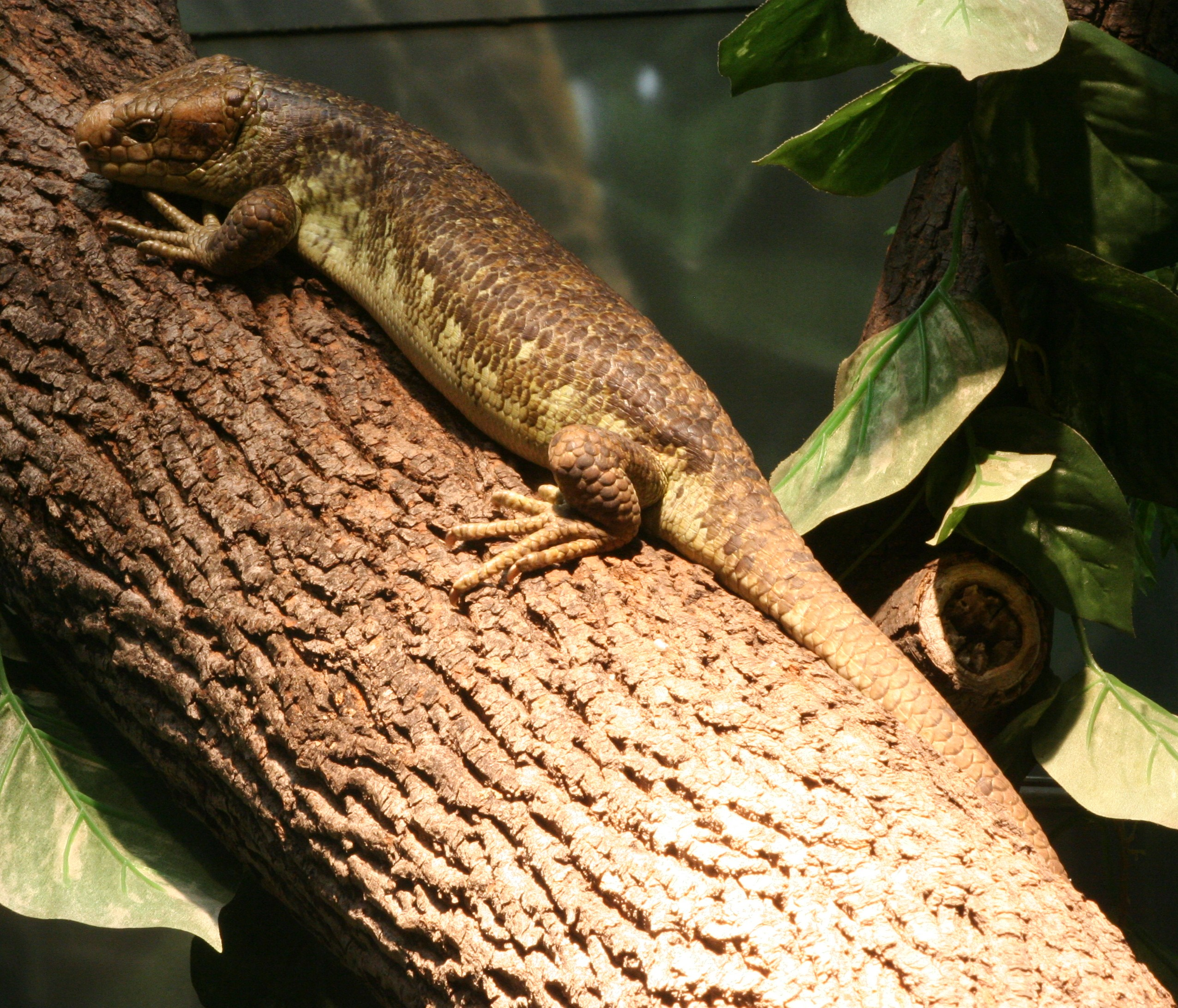
Buffalo Zoo的猴尾蜥

持續的伐林不斷威脅著猴尾蜥的生存。原住民的獵殺及作為寵物被捕獵也影響著牠們在野外的數量。由於大量被出口作為寵物，加上低繁殖率，牠們被列為《瀕危野生動植物種國際貿易公約》附錄二所保護的物種，限制了其貿易。

### 飼養
費城動物園在過往的40年已經成功繁殖了幾代的猴尾蜥。由於牠們是樹棲的，需要大量垂直及分枝環境生活，日間也需要地方躲藏。適當的濕度及氣流也需仿造森林冠層。晚上溫度不能低於20℃，日間溫度也不能高於27℃。

## 外部連結
- 檀香山公園
- ISIS （页面存档备份，存于）